# Тарловский, Игорь Викторович
И́горь Ви́кторович Тарло́вский  (бел. Ігар Віктаравіч Тарлоўскі; род. 21 сентября 1974, Минск) — белорусский футболист, защитник; тренер.

## Карьера
Воспитанник школы «Торпедо», обучался в интернате олимпийского резерва. В 1992 году играл в III чемпионате Беларуси по мини-футболу за «Элиту» Минск. В 1993—1997 и 1998 играл в фарм-клубе минского «Динамо» «Динамо-93», в 1997 провёл две игры за основную команду. В 1998 году после сорвавшегося перехода в немецкий «Ульм 1846» перешёл во владикавказскую «Аланию». За семь сезонов в российском высшем дивизионе сыграл 126 игр, забил 10 мячей. В 2003 году из-за операции на связках правого колена сыграл всего три матча. 2005 год провёл в воронежском «Факеле», после чего вернулся в Беларусь. Играл за «Гомель» (2006), «Дариду» (2007—2008), «Сморгонь» (2009). С 2010 года — тренер в «Торпедо-БелАЗ». Имеет категорию «А» УЕФА.
В 1999—2005 годах провёл 20 игр за сборную Беларуси.